# مولوي (رواية)
مولوي هي رواية كتبها صمويل بيكيت لأول مرة باللغة الفرنسية نُشرَت في باريس في عام 1951 من قبل دار نشر «لو إيديسيون دو مين نويت»، نُشرت الترجمة الإنكليزية في عام 1955، بواسطة بيكيت وباتريك باولز.

## كجزء من ثُلاثيّة
مولوي هي أول رواية من ثلاث روايات كُتبت في باريس في الفترة بين عامي 1947 و1950؛ هذه الثلاثية، التي تضم وفاة مالون وغير المُسمى، مجتمعة باسم «الثُلاثية» أو «ثلاثية بيكيت». كتب بيكيت بتأنٍّ كل الكتب الثلاثة بالفرنسية ثم -بعيدًا عن بعض الأعمال التعاونية على مولوي مع باتريك باولز- اشتغل بالكامل كمترجم لنفسه باللغة الإنجليزية؛ وفعل نفس الشيء في أغلب مسرحياته. كما شرح بول أوستر: «إن ترجمة بيكيت لأعماله ليست حرفية أبدًا (نسخ كلمة لكلمة)، فهي عبارة عن تعديلات حُرة ومبتكرة للغاية للنص الأصلي ــ أو ربما بشكل أكثر دقة إعادة كتابة النص من لغة إلى أخرى، من ثقافة إلى أخرى. في الواقع، كتب كل كتاب مرتين، وكل نسخة تحمل علامتها المميزة التي لا يمكن محوها». الكتب الثلاثة المرتبطة بالمواضيع هي عبارة عن كوميديا وجودية مظلمة «موضوعها الظاهري هو الموت»، ولكن كما يؤكد سلمان رشدي: «هي في الواقع كتب عن الحياة، ومعركة الحياة التي تستمر كل حياته ضد ظله، والحياة التي أظهرت نهاية المعركة القريبة وتحمل ندوب حياته كلها». مع تقدّم الكتب يصبح النثر مكشوفًا على نحو متزايد ومُجردًا، وكما يلاحظ بنجامين كونكل، «اشُتهرت الكتب في تاريخ الخيال بسبب نقص الأدوات الروائية المعتادة للحبكة، المشاهد والشخصيات... ها هو البديل الروائي للرسم المجرد».

## ملخص الحبكة
عند أول ظهور للكتاب، يتعلق بشخصيتين مختلفتين، وكلاهما له مناجات داخلية في الكتاب. مع التقدم في القصة يميّز القارئ الشخصيتين فقط بالاسم، إذ تتشابه تجاربهم وأفكارهم. مكان أحداث الرواية غير محدد، غالبًا بأيرلندا حيث وُلِدَ بيكيت.
معظم الجزء الأول مكون من تأملات مولوي الداخلية مُبعثرةً في المشاهد الحركية في الحبكة. ينقسم إلى فقرتين: الأولى أقل من صفحتين؛ أما الفقرة الثانية فتستمر لأكثر من ثمانين صفحة. في البداية، وُضِعَت لنا فكرة غامضة عن المكان الذي كُتبت فيه مولوي. قيل لنا إنه عاش حينها في غرفة أمه، يغفل تمامًا أن يُذكر كيف وصل إلى هناك أو إن كانت أُمه مُتوفاة من قبل أو أثناء إقامته. هناك أيضًا رجل يصل كلَّ يوم أحد ليلتقط ما كتب مولوي ويُرجع ما أخذه الأسبوع الماضي «مُعلمًا إياه بعلامة» ولكن مولوي لا يبالي أبدًا بقراءته. يصف أن غرضه أثناء الكتابة هو «التحدث عن الأشياء المتبقية، قوله لوداعه، ثم ينتهي ميتًا». في الفقرة الثانية، يصف رحلة قام بها قبل ذلك بوقت، قبل أن يأتي إلى هناك، للعثور على أمه. يقضي الكثير منها على دراجته، يُقبض عليه للاستراحة عليها بطريقة تُعتبر فاحشة، ولكن يُفرج عنه بطريقة غير رسمية. ومن المدينة إلى البلدة المجهولة الهوية وعبر الريف المجهول، يُصادف سلسلة من الشخصيات الغريبة: رجلًا مسنًا يحمل عصا؛ ورجل شرطة؛ وعاملًا خيريًّا؛ وامرأة قُتل كلبها بدهسه بالدراجة (لم يتم تحديد اسمها بالكامل: «السيدة لوي... أو لوسي، نسيت، اسم مسيحي مثل صوفي»)، وواحدة يقع في حبها («روث» أو ربما «إديث»)؛ يترك دراجته (التي لا يُطلق عليها «دراجة»)، يمشي بغير وجهة محددة، يقابل «شابًا عجوزًا»؛ صانع فحم يعيش في الغابة يهاجمه ويضربه بوحشية.

## روابط خارجية
- مولوي على موقع الموسوعة البريطانية (الإنجليزية)